# KwaZulu-Natal
KwaZulu-Natal er en provins i Sydafrika. Provinshovedstad er Pietermaritzburg, og største by er Durban. Provinsen blev dannet i 1994 og omfatter den tidligere provins Natal og bantustanen KwaZulu. Provinsen har et areal på 94.361 km², og en befolkning på 10.919.100 indbyggere (2015). Hovedsproget er Zulu, der tales af 77,8 % af befolkningen.
29°S 31°Ø / 29°S 31°Ø